# Боро Андов
Боро Андов (на македонска литературна норма: Боро Андов) е детски поет от Социалистическа република Македония.

## Биография
Роден е в 1920 година във Велес. Завършва право в Софийския университет и работи като адвокат. Член е на Дружеството на писателите на Македония от 1977 година.